# Dubrava
Dubrava é uma vila e município da Croácia localizado no condado de Zagreb